# Campeonato Mundial de Atletismo de 2009 - 400 m com barreiras feminino
A prova dos 400 metros com barreiras feminino do Campeonato Mundial de Atletismo de 2009 foi disputada nos dias 17 (eliminatórias), 18 (semifinais) e 20 de agosto (final), no Olympiastadion, em Berlim.

## Recordes
Antes desta competição, os recordes mundiais e do campeonato nesta prova eram os seguintes:
| Tipo                  | Atleta            | Tempo | Local      | Data                 | Ref |
| --------------------- | ----------------- | ----- | ---------- | -------------------- | --- |
|                       | Yuliya Pechonkina | 52.34 | Tula       | 8 de agosto de 2003  | ver |
| Recorde do campeonato | Kim Batten        | 52.61 | Gotemburgo | 11 de agosto de 1995 | ver |

## Medalhistas
| Ouro                 | Prata                | Bronze              |
| Melaine Walker (JAM) | Lashinda Demus (USA) | Josanne Lucas (TRI) |

## Resultados

### Eliminatórias
Estes são os resultados das eliminatórias. As 39 atletas inscritas foram divididas em cinco baterias, se classificando para as semifinais as quatro melhores de cada bateria (Q), mais os quatro melhores tempos no geral (q).
| Bateria 1 | Bateria 1             | Bateria 1 | Bateria 1            |
| Pos.      | Atleta                | Tempo     | Notas                |
| --------- | --------------------- | --------- | -------------------- |
| 1         | JAM Kaliese Spencer   | 55.12 (Q) |                      |
| 2         | TRI Josanne Lucas     | 55.41 (Q) |                      |
| 3         | CHN Huang Xiaoxiao    | 55.52 (Q) | Recorde da temporada |
| 4         | BUL Vania Stambolova  | 56.01 (Q) |                      |
| 5         | JPN Satomi Kubokura   | 56.91     |                      |
| 6         | KAZ Tatyana Azarova   | 57.90     |                      |
| 7         | UKR Hanna Titimets    | 58.22     |                      |
| 8         | URU Déborah Rodríguez | 59.21     | Recorde nacional     |

| Bateria 2 | Bateria 2               | Bateria 2 | Bateria 2            |
| Pos.      | Atleta                  | Tempo     | Notas                |
| --------- | ----------------------- | --------- | -------------------- |
| 1         | JAM Nickiesha Wilson    | 55.37 (Q) |                      |
| 2         | POL Anna Jesień         | 55.57 (Q) |                      |
| 3         | GBR Eilidh Child        | 55.96 (Q) |                      |
| 4         | USA Sheena Tosta        | 56.00 (Q) |                      |
| 5         | LAT Ieva Zunda          | 56.05 (q) | Recorde da temporada |
| 6         | FRA Aurore Kassambara   | 57.25     |                      |
| 7         | JPN Sayaka Aoki         | 1:03.56   |                      |
|           | BUL Tsvetelina Kirilova | DSQ       |                      |

| Bateria 3 | Bateria 3                | Bateria 3 | Bateria 3 |
| Pos.      | Atleta                   | Tempo     | Notas     |
| --------- | ------------------------ | --------- | --------- |
| 1         | JAM Melaine Walker       | 55.17 (Q) |           |
| 2         | RUS Natalya Antyukh      | 55.40 (Q) |           |
| 3         | GBR Perri Shakes-Drayton | 56.49 (Q) |           |
| 4         | DEN Sara Petersen        | 56.51 (Q) |           |
| 5         | IRL Michelle Carey       | 56.91     |           |
| 6         | LBR Kou Luogon           | 57.70     |           |
| 7         | ESP Laia Forcadell       | 58.57     |           |
| 8         | TKM Merjen Ishangulyyeva | 1:00.75   |           |

| Bateria 4 | Bateria 4            | Bateria 4 | Bateria 4            |
| Pos.      | Atleta               | Tempo     | Notas                |
| --------- | -------------------- | --------- | -------------------- |
| 1         | ROU Angela Moroşanu  | 54.70 (Q) |                      |
| 2         | USA Tiffany Williams | 55.25 (Q) |                      |
| 3         | CZE Zuzana Hejnová   | 55.68 (Q) |                      |
| 4         | NGR Amaka Ogoegbunam | 55.80 (Q) | Recorde pessoal      |
| 5         | RUS Elena Churakova  | 56.13 (q) |                      |
| 6         | BEL Élodie Ouédraogo | 56.60 (q) | Recorde da temporada |
| 7         | DOM Yolanda Osana    | 59.18     |                      |
| 8         | BUR Aïssata Soulama  | 59.20     | Recorde da temporada |

| Bateria 5 | Bateria 5                 | Bateria 5 | Bateria 5 |
| Pos.      | Atleta                    | Tempo     | Notas     |
| --------- | ------------------------- | --------- | --------- |
| 1         | USA Lashinda Demus        | 54.66 (Q) |           |
| 2         | UKR Anastasiya Rabchenyuk | 55.63 (Q) |           |
| 3         | RUS Natalya Ivanova       | 56.11 (Q) |           |
| 4         | NGR Muizat Ajoke Odumosu  | 56.62 (Q) |           |
| 5         | GER Jonna Tilgner         | 56.73 (q) |           |
| 6         | CMR Carole Kaboud Mebam   | 58.10     |           |
|           | SUD Muna Jabir Adam       | DNS       |           |

### Semifinais
Estes são os resultados das semifinais. As 24 atletas classificadas foram divididas em três baterias, se classificando para a final as duas melhores melhores de cada bateria (Q) mais os dois melhores tempos no geral (q).
| Semifinal 1 | Semifinal 1              | Semifinal 1 | Semifinal 1          |
| Pos.        | Atleta                   | Tempo       | Notas                |
| ----------- | ------------------------ | ----------- | -------------------- |
| 1           | JAM Melaine Walker       | 53.26 (Q)   | Recorde da temporada |
| 2           | TRI Josanne Lucas        | 53.98 (Q)   | Recorde nacional     |
| 3           | ROU Angela Moroşanu      | 54.15 (q)   |                      |
| 4           | CHN Huang Xiaoxiao       | 55.40       | Recorde da temporada |
| 5           | RUS Natalya Ivanova      | 56.08       |                      |
| 6           | USA Sheena Tosta         | 56.31       |                      |
| 7           | NGR Muizat Ajoke Odumosu | 56.80       |                      |
| 8           | BEL Élodie Ouédraogo     | 57.58       |                      |

| Semifinal 2 | Semifinal 2               | Semifinal 2 | Semifinal 2          |
| Pos.        | Atleta                    | Tempo       | Notas                |
| ----------- | ------------------------- | ----------- | -------------------- |
| 1           | JAM Kaliese Spencer       | 54.37 (Q)   |                      |
| 2           | UKR Anastasiya Rabchenyuk | 54.49 (Q)   | Recorde da temporada |
| 3           | USA Tiffany Williams      | 54.79 (q)   |                      |
| 4           | POL Anna Jesień           | 54.84       |                      |
| 5           | RUS Elena Churakova       | 56.11       |                      |
| 6           | LAT Ieva Zunda            | 56.66       |                      |
| 7           | GBR Perri Shakes-Drayton  | 57.57       |                      |
|             | NGR Amaka Ogoegbunam      | DSQ         |                      |

| Semifinal 3 | Semifinal 3          | Semifinal 3 | Semifinal 3          |
| Pos.        | Atleta               | Tempo       | Notas                |
| ----------- | -------------------- | ----------- | -------------------- |
| 1           | USA Lashinda Demus   | 54.25 (Q)   |                      |
| 2           | RUS Natalya Antyukh  | 54.86 (Q)   |                      |
| 3           | JAM Nickiesha Wilson | 54.89       | Recorde da temporada |
| 4           | CZE Zuzana Hejnová   | 54.99       |                      |
| 5           | BUL Vania Stambolova | 56.12       |                      |
| 6           | GBR Eilidh Child     | 56.21       |                      |
| 7           | DEN Sara Petersen    | 56.99       |                      |
| 8           | GER Jonna Tilgner    | 57.11       |                      |

### Final
Estes são os resultados da final:
| Pos.              | Atleta                    | Tempo | Notas                 |
| ----------------- | ------------------------- | ----- | --------------------- |
| Medalha de ouro   | JAM Melaine Walker        | 52.42 | Recorde do campeonato |
| Medalha de prata  | USA Lashinda Demus        | 52.96 |                       |
| Medalha de bronze | TRI Josanne Lucas         | 53.20 | Recorde nacional      |
| 4                 | JAM Kaliese Spencer       | 53.56 | Recorde pessoal       |
| 5                 | USA Tiffany Williams      | 53.83 | Recorde da temporada  |
| 6                 | RUS Natalya Antyukh       | 54.11 | Recorde pessoal       |
| 7                 | UKR Anastasiya Rabchenyuk | 54.78 |                       |
| 8                 | ROU Angela Moroşanu       | 55.04 |                       |

## Novos recordes
| Tipo                  | Atleta            | Tempo | Local  | Data                 | Ref |
| --------------------- | ----------------- | ----- | ------ | -------------------- | --- |
|                       | Yuliya Pechonkina | 52.34 | Tula   | 8 de agosto de 2003  | ver |
| Recorde do campeonato | Melaine Walker    | 52.42 | Berlim | 20 de agosto de 2009 | ver |

Legenda
| Recorde mundial       | Recorde mundial (World record)               |                       | Recorde africano                      | Recorde africano (African) |                                           | Q | Classificado por posição (Qualified) |
| Recorde do campeonato | Recorde do campeonato (Championship record)  | Recorde da América    | Recorde da América (Americas)         | q                          | Classificado por melhor tempo (Qualified) |   |                                      |
| Melhor marca do ano   | Melhor marca do ano (World leading)          | Recorde asiático      | Recorde asiático (Asian)              | DNS                        | Não largou (Did not start)                |   |                                      |
| Recorde nacional      | Recorde nacional (National record)           | Recorde europeu       | Recorde europeu (European)            | DNF                        | Não terminou (Did not finish)             |   |                                      |
| Recorde pessoal       | Recorde pessoal do atleta (Personal best)    | Recorde da Oceania    | Recorde da Oceania (Oceania)          | DSQ / DQ                   | Desclassificado (Disqualified)            |   |                                      |
| Recorde da temporada  | Recorde da temporada do atleta (Season best) | Recorde sul-americano | Recorde sul-americano (South America) | NM                         | Sem marca (No mark)                       |   |                                      |